# Lukas Podolski
Pour les articles homonymes, voir Podolski.
Łukasz Józef Podolski (en polonais /ˈwukaʂ pɔˈdɔlskʲi/), ou Lukas Josef Podolski (prononcé en allemand : [ˈluːkas poˈdɔlski]), né le 4 juin 1985 à Gliwice en Pologne, est un footballeur international allemand évoluant au club polonais du Górnik Zabrze.
Avec l'équipe d'Allemagne, il est champion du monde en 2014 et est l'un des grands artisans des troisièmes places obtenues lors des Coupes du monde 2006 et 2010.
Il est le fils de l'ancien footballeur polonais, Waldemar Podolski (en).

## Biographie

### En club

#### Formation
La famille de Lukas Podolski émigre en Allemagne de l'Ouest alors qu'il est âgé de deux ans pour s'établir dans la région de Cologne, plus précisément à Bergheim. Il a une sœur de cinq ans son aînée qui s'appelle Justyna. Il a pu obtenir la nationalité allemande, car ses grands-parents sont nés allemands.
Il commence le football dans le club de sa ville, le FC Bergheim 2000 e.V., où il évolue dans les catégories juniors jusqu'en 1995. Il est ensuite repéré par les recruteurs du FC Cologne, où il arrive dès l'âge de 10 ans, afin de finir sa formation.

#### FC Cologne (2003-2006)
Podolski signe son premier contrat professionnel avec le FC Cologne, le 11 novembre 2003, et joue son premier match dans l'élite 11 jours plus tard. Il inscrit contre le Hansa Rostock son premier but puis enchaîne les réalisations jusqu'à la fin de la saison : 10 buts en 19 matchs (record pour un joueur de 18 ans dans l'histoire de la Bundesliga). Le club est alors relégué en deuxième division. La saison suivante, il inscrit 24 buts, termine meilleur buteur du championnat et permet à son club de terminer champion et de retrouver ainsi la première division dès l'année suivante. Lors de la saison 2005-2006, il inscrit 12 buts qui ne permettent cependant pas à Cologne de se maintenir. Cette nouvelle relégation incite le jeune allemand à quitter son club formateur.

#### Bayern Munich (2006-2009)
Le 1er juin 2006, juste avant la Coupe du monde 2006, il est transféré au Bayern Munich pour 10 millions d'euros.
Durant sa première saison dans le club bavarois, il ne parvient pas à s'imposer du fait de nombreuses blessures et ne marque que 4 fois en 22 matches. La saison suivante n'est guère plus brillante. Concurrencé par son compatriote Miroslav Klose et l'Italien Luca Toni à la pointe de l'attaque, il recule en milieu de terrain où son rendement devant les buts s'en ressent (5 buts en 25 matchs). Souvent blessé, Podolski remporte néanmoins le championnat et la Coupe d'Allemagne et est régulièrement appelé en sélection nationale.
Dès le début de la Bundesliga 2008-2009, Podolski se plaint d'être à nouveau toujours sur le banc même avec l'arrivée de Jürgen Klinsmann, l'ancien sélectionneur d'Allemagne. Cette saison ressemble à la saison précédente et il alterne de bonnes prestations en équipe nationale tout en restant abonné au banc en club. Au cours du mercato hivernal son retour à Cologne est négocié pour la fin de la saison.

#### FC Cologne (2009-2012)
Le club du FC Cologne, soucieux de s'attacher les services de son ancien attaquant, lance début février une page internet destinée à réunir 10 pour cent de l'indemnité de transfert de l'international allemand, évaluée à dix millions d'euros. Elle propose aux fans d'acheter chaque pixel d'un portrait de Podolski. L'ancien champion du monde automobile Michael Schumacher aurait également fait un don de 875 euros. Malgré l'intérêt porté par la Juventus et le Real Madrid, Poldi rejoint bien le 1. FC Cologne à l'issue de la saison 2008-2009. Toujours afin de financer ce transfert, un match de bienvenue, retransmis par la chaîne de télévision RTL, est organisé face au Bayern Munich.
Sa saison 2009-2010 n'est pas brillante. À l'issue de celle-ci, Podolski devient le détenteur d'un triste record : 1425 minutes sans marquer de but en Bundesliga.
Lors de la première partie de la saison 2010-2011, il se plaint du manque d'ambition de son club, et parle de promesses non tenues par ses dirigeants. Le 6 janvier 2011, il est nommé capitaine du FC Cologne, hausse dès lors son niveau de jeu et les résultats de son équipe s'en ressentent. Il inscrit 13 buts en 32 apparitions et le club termine à la 10e place.
La saison suivante, alors qu'il est performant et marque entre autres 18 buts, qui lui permettent de finir 4e meilleur buteur de la Bundesliga, son club s'enfonce au classement. Une défaite 4-0 face au Bayern München lors de la dernière journée condamne le club et le joueur à une 3e descente.

#### Arsenal (2012-2015)

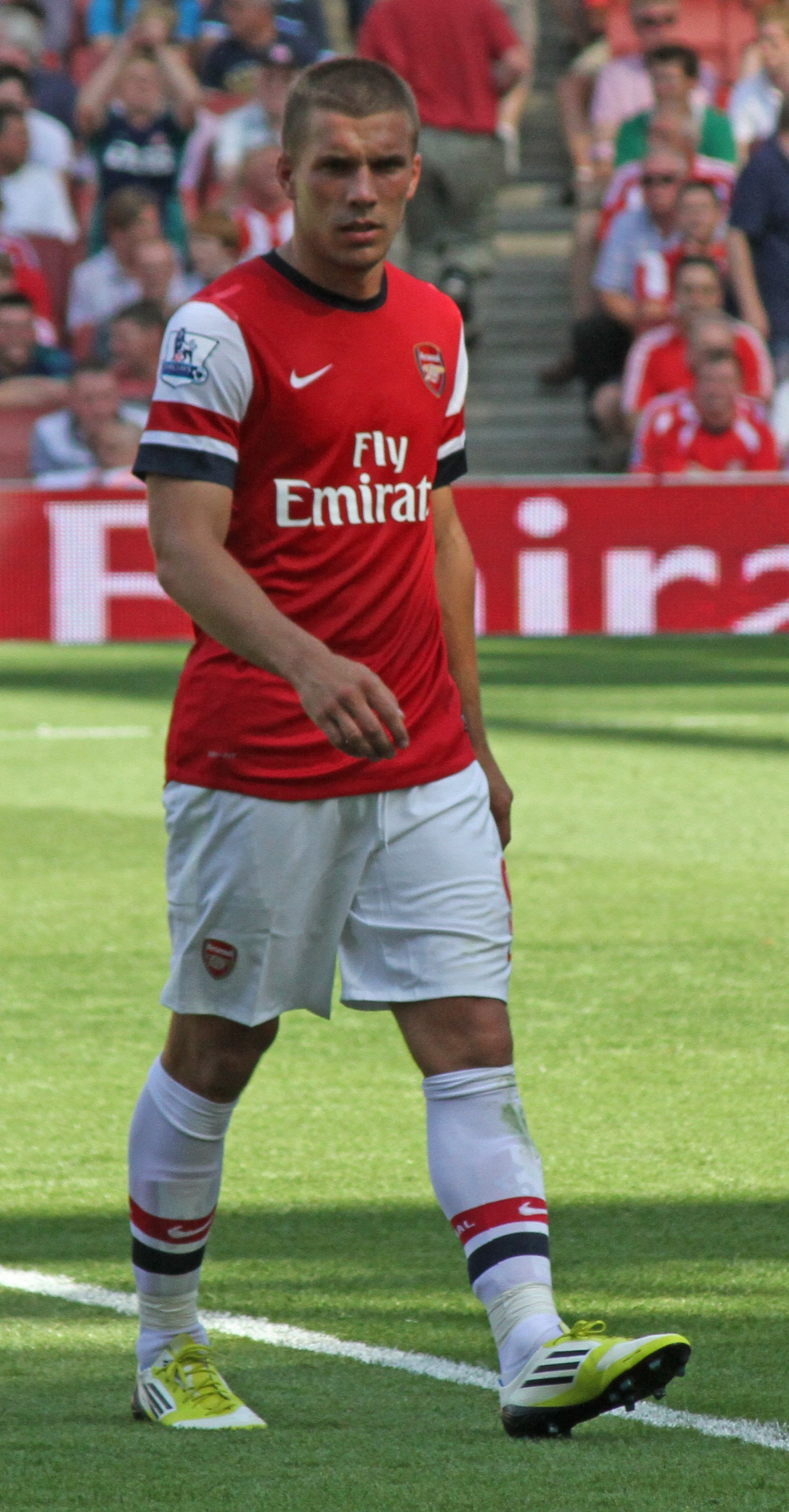
Podolski avec les Gunners

Le 30 avril 2012, il signe un contrat en faveur d'Arsenal. Le montant du transfert avoisinerait les 13 millions d'euros et prend effet à l'ouverture du marché le 1er juillet 2012. Podolski s'impose rapidement au poste de milieu gauche au début de cette saison 2012-2013 et marque son premier but avec les Gunners le 2 septembre 2012 durant le match comptant pour la 3e journée de Premier League face à Liverpool (0-2). Le maillot du joueur allemand fait alors recette en Angleterre.
Durant ses premiers mois au club, Lukas Podolski se signale par ses buts contre Southampton, Montpellier ou encore le Bayern Munich en Ligue des champions mais en début d'année 2013, il perd sa place dans le onze de départ à la suite du replacement de Santi Cazorla. Il finit la saison en ayant inscrit 17 buts en 42 matchs. Lors de la saison 2013-14, Poldi joue régulièrement sans être un vrai titulaire dans l'esprit d'Arsène Wenger mais sa bonne fin de saison avec les Gunners permet au club de terminer 4e du championnat. Il est titulaire lors de la finale de la FA Cup contre Hull City (3-2) et remporte son premier trophée avec Arsenal.

#### Diverses expériences en Italie, Turquie, Pologne et au Japon (depuis 2015)
Début 2015, Arsenal le prête jusqu'à la fin de la saison à l'Inter Milan. Le 28 avril de la même année, à l'occasion de la 33e journée de Série A, il marque son unique but avec l'Inter Milan face à l'Udinese (victoire 2-1).
À l'été 2015, il signe en faveur du club turc de Galatasaray. Le 26 mai 2016 il inscrit l'unique but de la finale de la Coupe de Turquie.
En mars 2017, il signe pour le club japonais du Vissel Kobe. Le 29 juillet, il réalise un doublé lors de son premier match au Japon contre le Omiya Ardija en championnat.
Le 23 janvier 2020, Podolski retrouve le championnat turc et s'engage en faveur du club de l'Antalyaspor, dont il porte les couleurs jusqu'en juin 2021. A son départ du club, le joueur se montre très déçu de l'attitude des dirigeants, qui se contentent d'annoncer les départs via des messages automatiques sur Twitter plutôt que de remercier les joueurs en personne.
Le 5 juillet 2021, Lukas Podolski rejoint le club polonais du Górnik Zabrze jusqu’en juin 2023.

### En sélection (2004-2017)

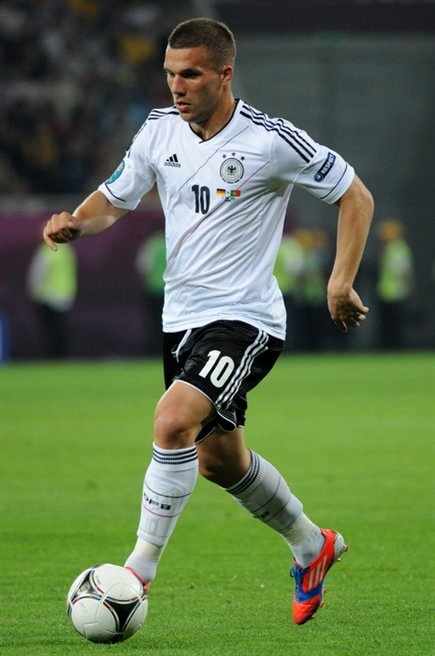
Podolski avec la Mannschaft

Lukas Podolski joue à partir de 2001 pour la sélection allemande des moins de 17 ans.
Après ses excellentes prestations, il fait une demande à la fédération polonaise football et à Paweł Janas, le sélectionneur, afin de jouer pour l'équipe de Pologne. Cette demande reste sans suite.
En mai 2004, il dispute le Championnat d'Europe espoirs 2004 en Allemagne. Sa vision, sa vivacité et son efficacité devant le but ne laissent pas insensible Rudi Völler, le sélectionneur de l'Allemagne, qui lui offre sa première cape quelques jours après la fin du tournoi. Il dispute son premier match contre la Hongrie, le 6 juin 2004 à l'âge de 19 ans. Il est retenu pour l'Euro 2004. Il entre au cours du dernier match face à la République tchèque (1-2) mais ne peut empêcher l'élimination allemande au premier tour.
Lors d'une tournée en Asie, fin 2004, il est titularisé pour la première fois face au Japon et inscrit ses deux premiers buts internationaux le 21 décembre face à la Thaïlande.
Régulièrement appelé en sélection, il dispute la Coupe des confédérations 2005 au cours de laquelle, il inscrit trois buts. Peu après le tournoi, il inscrit son premier triplé face à l'Afrique du Sud.
En 2006, il est retenu avec la sélection allemande pour la Coupe du monde. Titulaire, il forme avec Miroslav Klose (d'origine polonaise comme lui), un duo d'attaque très prolifique (8 buts à eux deux) qui permet à l'Allemagne d'accéder à la demi-finale contre l'Italie (défaite 2 - 0). Podolski inscrit 3 buts lors du tournoi (dont 2 en huitième de finale contre la Suède et un but contre l'Equateur). Il est nommé meilleur jeune joueur de la compétition par la FIFA devant les futurs ballons d'or Lionel Messi et Cristiano Ronaldo.
Lors des éliminatoires pour l'Euro 2008, il inscrit 8 buts en 9 parties, dont un quadruplé face à Saint Marin lors de la plus importante victoire de l'histoire de l'équipe d'Allemagne en match de qualification (13-0). Il reçoit le premier carton rouge de sa carrière le 7 octobre 2006 du match contre la Géorgie. Retenu par Joachim Löw pour disputer l'Euro, ses débuts dans le tournoi sont remarqués. Il marque 2 buts lors du premier match contre la Pologne, ainsi qu'un but contre la Croatie lors du second match de poule. En quarts de finale contre le Portugal puis contre la Turquie en demi-finale, il est passeur décisif pour Bastian Schweinsteiger. Malgré la défaite allemande face aux Espagnols en finale de la compétition, Podolski est choisi dans l'équipe-type et termine comme le joueur le plus efficace de la compétition, avec 3 buts et 2 passes décisives, devant son compatriote Bastian Schweinsteiger (2 buts et 2 passes), l'Espagnol David Villa (4 buts) et le Suisse Hakan Yakin (3 buts). Un rendement d'autant plus positif qu'il est repositionné en milieu gauche pendant toute la durée de la compétition.
Lors des qualifications à la coupe du monde 2010, il joue lors de 9 des 10 matchs. Dans cette période, il inscrit un but tous les deux matchs, matchs amicaux compris. Le 6 septembre, contre le Liechtenstein il inscrit son 30e but pour la sélection allemande. Il devient à 23 ans et 3 mois le joueur allemand le plus jeune à atteindre cette marge. Dans le monde, seuls six joueurs ont réalisé cette prouesse: Pelé, Sven Rydell, Ronaldo, Sándor Kocsis, Stern John et Ferenc Puskás. Le 1er avril 2009, Podolski crée une petite polémique lors d'un match de qualification face au Pays de Galles en giflant le capitaine de sa sélection, Michael Ballack. Cet évènement est vite désamorcé par le sélectionneur allemand, la fédération et les différents acteurs de la polémique. Podolski fait alors un don de 5 000 euros lors d'un évènement de la fédération allemande de football.
Joachim Löw sélectionne Podolski pour le Mondial 2010. Celui-ci lui rend cette confiance, en inscrivant le premier but de son équipe (8e minute) lors du premier match contre l'Australie, sur une frappe puissante, bien servi par Thomas Müller. Lors du match suivant qui se solde par une défaite contre la Serbie (1-0), il devient le troisième joueur allemand à rater un penalty lors d'une Coupe du monde, succédant à Uli Hoeness en 1974 et Uli Stielike en 1982,. Il se rattrape en huitième de finale contre l'Angleterre, inscrivant le deuxième but de son équipe grâce à un petit pont sur le gardien David James et participant au travail défensif par la suite.
Lors des qualifications pour l'Euro 2012 il participe à 9 matchs mais n'inscrit que trois buts, son plus faible ratio depuis ses débuts en sélection. Le 17 juin 2012, lors du troisième match de poule face au Danemark il fête sa centième sélection à l'âge de 27 et 13 jours et inscrit par la même occasion le premier but de la victoire allemande. Il surpasse le record jusque-là détenu par Franz Beckenbauer et devient le plus jeune joueur européen à atteindre la centaine de sélection (ce record tient jusqu'au 22 mars 2013, date à laquelle l'espagnol Sergio Ramos prend le flambeau,.). Il n'est pas titularisé lors du quart de finale, Low préférant utiliser Marco Reus. En demi-finale, face à l'Italie (1-2) il est titularisé et remplacé à la mi-temps.
Le 29 mai 2013 lors de la victoire (4-2) face à l'Équateur à Boca Raton aux États-Unis il ouvre le score après 9 secondes et établit le record du but le plus rapide de l'histoire de l'équipe d'Allemagne (depuis que les mesures existent). Ce but constitue le 2e but inscrit le plus rapidement au cours d'un match international, le premier demeurant celui inscrit par le Saint-marinais Davide Gualtieri, en 1993 contre l'Angleterre après 8,3 seconde de jeu. Avec ce 48e but, il dépasse également Jürgen Klinsmann et Rudi Völler au classement des meilleurs buteurs de l'histoire de la sélection allemande.
Le 8 mai 2014, il est sélectionné pour la Coupe du monde. Il joue deux matchs de poule et devient le 13 juillet champion du monde sans avoir pris part aux matchs à élimination directe. Avec le retrait de Miroslav Klose à la suite du mondial, il devient le joueur allemand en activité ayant le plus de sélections et de buts au compteur.
Sélectionné pour l'Euro 2016 en France, il entre en jeu lors du huitième de finale face à la Slovaquie (3-0). Le 15 août, il annonce son retrait de la sélection allemande. Ce retrait est effectif après sa 130e et dernière sélection le 22 mars 2017, en match amical contre l'Angleterre à Dortmund, où il inscrit le but de la victoire (1-0). Ce but est désigné but de l'année 2017 par les téléspectateurs allemands Seuls Thomas Müller (131), Miroslav Klose (137) et Lothar Matthäus (150) ont disputé plus de matchs et seuls Klose (71) et Gerd Müller (68) ont inscrit plus de buts pour l'équipe d'Allemagne de football que Lukas Podolski.

## Palmarès

### En club
- FC Cologne
  - Champion de 2. Bundesliga en 2005.
- FC Bayern Munich
  - Champion de Bundesliga en 2008.
  - Vainqueur de la Coupe d'Allemagne en 2008.
  - Vainqueur de la Coupe de la Ligue en 2007.
  - Vice-champion de Bundesliga en 2009.
  - Finaliste de la Coupe de la Ligue en 2006.
  - Finaliste de la Supercoupe d'Allemagne en 2008.
- Arsenal
  - Vainqueur de la Coupe d'Angleterre en 2014.
- Galatasaray
  - Vainqueur de la Coupe de Turquie en 2016.
  - Vainqueur de la Supercoupe de Turquie en 2015 et 2016.
- Vissel Kobe
  - Vainqueur de la Coupe du Japon en 2019.
- Antalyaspor
  - Finaliste de la Coupe de Turquie en 2021.

### En sélection

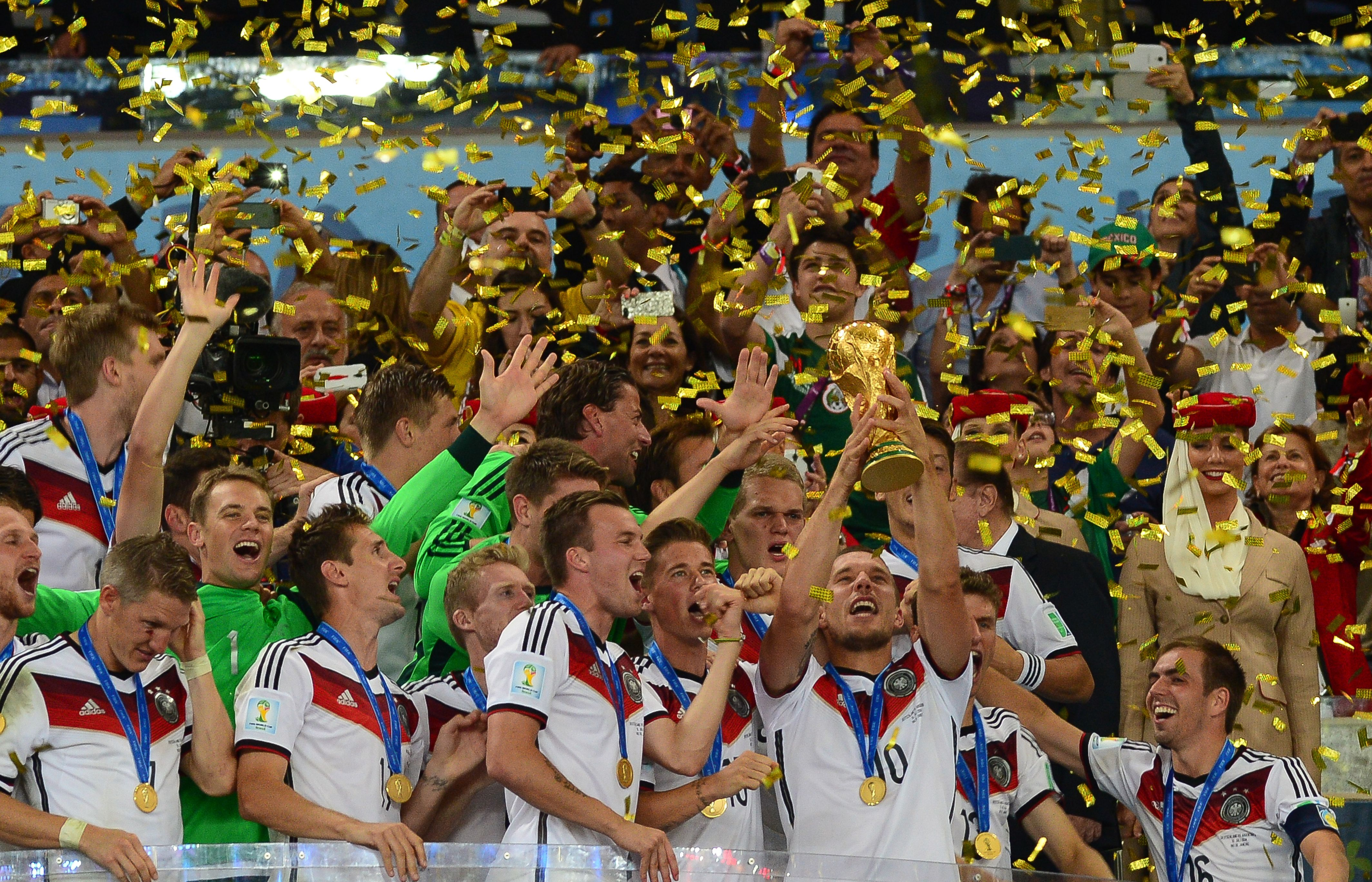
Podolski soulevant la Coupe du monde en 2014.

- Allemagne
  - Coupe du monde
    - Vainqueur en 2014.
    - Troisième en 2006 et 2010.

  - Championnat d'Europe
    - Finaliste en 2008.
    - Demi-finaliste en 2012 et 2016.

  - Coupe des confédérations
    - Troisième en 2005.

### Distinctions personnelles
- Troisième au Golden Boy en 2005
- Meilleur jeune joueur de la Coupe du monde 2006
- Meilleur buteur du Championnat d'Allemagne de D2 en 2004-2005 (24 buts)
- Nommé dans l'équipe type de l'Euro 2008

## Statistiques

### Carrière
| Saison                | Club                  | Championnat           | Championnat | Championnat | Championnat | Coupe nationale | Coupe nationale | Coupe nationale | Coupe de la Ligue | Coupe de la Ligue | Coupe de la Ligue | Supercoupe | Supercoupe | Supercoupe | Compétition(s) continentale(s) | Compétition(s) continentale(s) | Compétition(s) continentale(s) | Compétition(s) continentale(s) | Allemagne | Allemagne | Allemagne | Total | Total | Total |
| Saison                | Club                  | Division              | M.          | B.          | P.d.        | M.              | B.              | P.d.            | M.                | B.                | P.d.              | M.         | B.         | P.d.       | Comp.                          | M.                             | B.                             | P.d.                           | M.        | B.        | P.d.      | M.    | B.    | P.d.  |
| 2003-2004             | FC Cologne            | Bundesliga            | 19          | 10          | 0           | 1               | 0               | 1               | -                 | -                 | -                 | -          | -          | -          | -                              | -                              | -                              | -                              | 2         | 0         | 0         | 22    | 10    | 1     |
| 2004-2005             | FC Cologne            | 2. Bundesliga         | 30          | 24          | 10          | 2               | 5               | 0               | -                 | -                 | -                 | -          | -          | -          | -                              | -                              | -                              | -                              | 13        | 7         | 2         | 45    | 36    | 12    |
| 2005-2006             | FC Cologne            | Bundesliga            | 32          | 12          | 6           | 1               | 0               | 0               | -                 | -                 | -                 | -          | -          | -          | -                              | -                              | -                              | -                              | 17        | 8         | 2         | 50    | 20    | 8     |
| Sous-total            | Sous-total            | Sous-total            | 81          | 46          | 16          | 4               | 5               | 1               | -                 | -                 | -                 | -          | -          | -          | -                              | -                              | -                              | -                              | 32        | 15        | 4         | 117   | 66    | 21    |
| 2006-2007             | Bayern Munich         | Bundesliga            | 22          | 4           | 2           | 3               | 2               | 0               | 2                 | 0                 | 0                 | -          | -          | -          | C1                             | 7                              | 1                              | 1                              | 6         | 7         | 0         | 40    | 14    | 3     |
| 2007-2008             | Bayern Munich         | Bundesliga            | 25          | 5           | 2           | 4               | 0               | 4               | -                 | -                 | -                 | -          | -          | -          | C3                             | 12                             | 5                              | 2                              | 16        | 6         | 7         | 57    | 16    | 15    |
| 2008-2009             | Bayern Munich         | Bundesliga            | 24          | 6           | 6           | 3               | 1               | 0               | -                 | -                 | -                 | -          | -          | -          | C1                             | 4                              | 2                              | 0                              | 10        | 5         | 4         | 41    | 14    | 10    |
| Sous-total            | Sous-total            | Sous-total            | 71          | 15          | 10          | 10              | 3               | 4               | 2                 | 0                 | 0                 | -          | -          | -          | -                              | 23                             | 8                              | 3                              | 32        | 18        | 11        | 138   | 44    | 28    |
| 2009-2010             | FC Cologne            | Bundesliga            | 27          | 2           | 4           | 4               | 1               | 1               | -                 | -                 | -                 | -          | -          | -          | -                              | -                              | -                              | -                              | 15        | 7         | 3         | 46    | 10    | 8     |
| 2010-2011             | FC Cologne            | Bundesliga            | 32          | 13          | 6           | 2               | 1               | 2               | -                 | -                 | -                 | -          | -          | -          | -                              | -                              | -                              | -                              | 10        | 2         | 3         | 44    | 16    | 11    |
| 2011-2012             | FC Cologne            | Bundesliga            | 29          | 18          | 7           | 2               | 0               | 1               | -                 | -                 | -                 | -          | -          | -          | -                              | -                              | -                              | -                              | 12        | 2         | 0         | 43    | 20    | 8     |
| Sous-total            | Sous-total            | Sous-total            | 88          | 33          | 17          | 8               | 2               | 3               | -                 | -                 | -                 | -          | -          | -          | -                              | -                              | -                              | -                              | 37        | 11        | 6         | 133   | 46    | 26    |
| 2012-2013             | Arsenal FC            | Premier League        | 33          | 11          | 9           | 2               | 1               | 1               | 1                 | 0                 | 0                 | -          | -          | -          | C1                             | 6                              | 4                              | 1                              | 9         | 2         | 2         | 51    | 18    | 13    |
| 2013-2014             | Arsenal FC            | Premier League        | 20          | 8           | 2           | 4               | 3               | 0               | -                 | -                 | -                 | -          | -          | -          | C1                             | 3                              | 1                              | 0                              | 6         | 1         | 4         | 33    | 13    | 6     |
| 2014-2015             | Arsenal FC            | Premier League        | 7           | 0           | 0           | 0               | 0               | 0               | 1                 | 0                 | 0                 | -          | -          | -          | C1                             | 5                              | 3                              | 0                              | 5         | 0         | 1         | 18    | 3     | 1     |
| Sous-total            | Sous-total            | Sous-total            | 60          | 19          | 11          | 6               | 4               | 1               | 2                 | 0                 | 0                 | -          | -          | -          | -                              | 14                             | 8                              | 1                              | 20        | 3         | 7         | 102   | 34    | 20    |
| 2014-2015             | Inter Milan           | Serie A               | 17          | 1           | 2           | 1               | 0               | 0               | -                 | -                 | -                 | -          | -          | -          | -                              | -                              | -                              | -                              | 4         | 1         | 0         | 22    | 2     | 2     |
| Sous-total            | Sous-total            | Sous-total            | 17          | 1           | 2           | 1               | 0               | 0               | -                 | -                 | -                 | -          | -          | -          | -                              | -                              | -                              | -                              | 4         | 1         | 0         | 22    | 2     | 2     |
| 2015-2016             | Galatasaray SK        | Süper Lig             | 30          | 13          | 8           | 4               | 2               | 1               | -                 | -                 | -                 | 1          | 0          | 0          | C1+C3                          | 6+2                            | 2+0                            | 0                              | 4         | 0         | 0         | 47    | 17    | 9     |
| 2016-2017             | Galatasaray SK        | Süper Lig             | 26          | 7           | 5           | 5               | 10              | 3               | -                 | -                 | -                 | 1          | 0          | 0          | -                              | -                              | -                              | -                              | 1         | 1         | 0         | 33    | 18    | 8     |
| Sous-total            | Sous-total            | Sous-total            | 56          | 20          | 13          | 9               | 12              | 4               | -                 | -                 | -                 | 2          | 0          | 0          | -                              | 8                              | 2                              | 0                              | 5         | 1         | 0         | 80    | 35    | 17    |
| 2017                  | Vissel Kobe           | J League              | 15          | 5           | 0           | 1               | 0               | 1               | 2                 | 0                 | 0                 | -          | -          | -          | -                              | -                              | -                              | -                              | -         | -         | -         | 18    | 5     | 1     |
| 2018                  | Vissel Kobe           | J League              | 24          | 5           | 6           | 1               | 0               | 0               | 1                 | 2                 | 0                 | -          | -          | -          | -                              | -                              | -                              | -                              | -         | -         | -         | 26    | 7     | 6     |
| 2019                  | Vissel Kobe           | J League              | 13          | 5           | 3           | 3               | 0               | 0               | -                 | -                 | -                 | -          | -          | -          | -                              | -                              | -                              | -                              | -         | -         | -         | 16    | 5     | 3     |
| Sous-total            | Sous-total            | Sous-total            | 52          | 15          | 9           | 5               | 0               | 1               | 3                 | 2                 | 0                 | -          | -          | -          | -                              | -                              | -                              | -                              | -         | -         | -         | 60    | 17    | 10    |
| 2019-2020             | Antalyaspor           | Süper Lig             | 9           | 2           | 3           | 2               | 0               | 0               | -                 | -                 | -                 | -          | -          | -          | -                              | -                              | -                              | -                              | -         | -         | -         | 11    | 2     | 3     |
| 2020-2021             | Antalyaspor           | Süper Lig             | 28          | 3           | 1           | 3               | 0               | 0               | -                 | -                 | -                 | -          | -          | -          | -                              | -                              | -                              | -                              | -         | -         | -         | 31    | 3     | 1     |
| Sous-total            | Sous-total            | Sous-total            | 37          | 5           | 4           | 5               | 0               | 0               | -                 | -                 | -                 | -          | -          | -          | -                              | -                              | -                              | -                              | -         | -         | -         | 42    | 5     | 4     |
| 2021-2022             | Górnik Zabrze         | Ekstraklasa           | 27          | 9           | 4           | 3               | 0               | 0               | -                 | -                 | -                 | -          | -          | -          | -                              | -                              | -                              | -                              | -         | -         | -         | 30    | 9     | 4     |
| 2022-2023             | Górnik Zabrze         | Ekstraklasa           | 29          | 6           | 10          | 2               | 2               | 0               | -                 | -                 | -                 | -          | -          | -          | -                              | -                              | -                              | -                              | -         | -         | -         | 31    | 8     | 10    |
| 2023-2024             | Górnik Zabrze         | Ekstraklasa           | 16          | 3           | 2           | 2               | 0               | 1               | -                 | -                 | -                 | -          | -          | -          | -                              | -                              | -                              | -                              | -         | -         | -         | 18    | 3     | 3     |
| Sous-total            | Sous-total            | Sous-total            | 72          | 18          | 16          | 7               | 2               | 1               | -                 | -                 | -                 | -          | -          | -          | -                              | -                              | -                              | -                              | -         | -         | -         | 79    | 20    | 17    |
| Total sur la carrière | Total sur la carrière | Total sur la carrière | 534         | 172         | 98          | 55              | 29              | 15              | 7                 | 2                 | 0                 | 3          | 0          | 0          | -                              | 45                             | 18                             | 4                              | 130       | 49        | 28        | 774   | 270   | 145   |

### Buts internationaux
| Buts en sélection de Lukas Podolski | Buts en sélection de Lukas Podolski | Buts en sélection de Lukas Podolski      | Buts en sélection de Lukas Podolski | Buts en sélection de Lukas Podolski | Buts en sélection de Lukas Podolski | Buts en sélection de Lukas Podolski     |
| #                                   | Date                                | Lieu                                     | Adversaire                          | Score                               | Résultats                           | Compétitions                            |
| ----------------------------------- | ----------------------------------- | ---------------------------------------- | ----------------------------------- | ----------------------------------- | ----------------------------------- | --------------------------------------- |
| 1                                   | 21 décembre 2004                    | Rajamangala Stadium, Bangkok             | Thaïlande                           | 3-1                                 | 5-1                                 | Match amical                            |
| 2                                   | 21 décembre 2004                    | Rajamangala Stadium, Bangkok             | Thaïlande                           | 5-1                                 | 5-1                                 | Match amical                            |
| 3                                   | 26 mars 2005                        | Stade Bežigrad, Ljubljana                | Slovénie                            | 1-0                                 | 1-0                                 | Match amical                            |
| 4                                   | 4 juin 2005                         | Windsor Park, Belfast                    | Irlande du Nord                     | 4-1                                 | 4-1                                 | Match amical                            |
| 5                                   | 15 juin 2005                        | Commerzbank-Arena, Francfort-sur-le-Main | Australie                           | 4-2                                 | 4-3                                 | Coupe des confédérations 2005           |
| 6                                   | 25 juin 2005                        | Frankenstadion, Nuremberg                | Brésil                              | 1-1                                 | 2-3                                 | Coupe des confédérations 2005           |
| 7                                   | 29 juin 2005                        | Zentralstadion, Leipzig                  | Mexique                             | 1-0                                 | 4-3                                 | Coupe des confédérations 2005           |
| 8                                   | 7 septembre 2005                    | Olympiastadion Berlin, Berlin            | Afrique du Sud                      | 1-0                                 | 4-2                                 | Match amical                            |
| 9                                   | 7 septembre 2005                    | Olympiastadion Berlin, Berlin            | Afrique du Sud                      | 3-1                                 | 4-2                                 | Match amical                            |
| 10                                  | 7 septembre 2005                    | Olympiastadion Berlin, Berlin            | Afrique du Sud                      | 4-2                                 | 4-2                                 | Match amical                            |
| 11                                  | 27 mai 2006                         | Mage Solar Stadion, Fribourg             | Luxembourg                          | 3-0                                 | 7-0                                 | Match amical                            |
| 12                                  | 27 mai 2006                         | Mage Solar Stadion, Fribourg             | Luxembourg                          | 5-0                                 | 7-0                                 | Match amical                            |
| 13                                  | 20 juin 2006                        | Olympiastadion Berlin, Berlin            | Équateur                            | 3-0                                 | 3-0                                 | Coupe du monde 2006                     |
| 14                                  | 24 juin 2006                        | Allianz Arena, Munich                    | Suède                               | 1-0                                 | 2-0                                 | Coupe du monde 2006                     |
| 15                                  | 24 juin 2006                        | Allianz Arena, Munich                    | Suède                               | 2-0                                 | 2-0                                 | Coupe du monde 2006                     |
| 16                                  | 2 septembre 2006                    | Mercedes-Benz Arena, Stuttgart           | République d'Irlande                | 1-0                                 | 1-0                                 | Éliminatoires Euro 2008                 |
| 17                                  | 6 septembre 2006                    | Stadio Olimpico, Serravalle              | Saint-Marin                         | 1-0                                 | 13-0                                | Éliminatoires Euro 2008                 |
| 18                                  | 6 septembre 2006                    | Stadio Olimpico, Serravalle              | Saint-Marin                         | 5-0                                 | 13-0                                | Éliminatoires Euro 2008                 |
| 19                                  | 6 septembre 2006                    | Stadio Olimpico, Serravalle              | Saint-Marin                         | 8-0                                 | 13-0                                | Éliminatoires Euro 2008                 |
| 20                                  | 6 septembre 2006                    | Stadio Olimpico, Serravalle              | Saint-Marin                         | 10-0                                | 13-0                                | Éliminatoires Euro 2008                 |
| 21                                  | 11 octobre 2006                     | Tehelné Pole, Bratislava                 | Slovaquie                           | 1-0                                 | 4-1                                 | Éliminatoires Euro 2008                 |
| 22                                  | 11 octobre 2006                     | Tehelné Pole, Bratislava                 | Slovaquie                           | 4-1                                 | 4-1                                 | Éliminatoires Euro 2008                 |
| 23                                  | 12 septembre 2007                   | RheinEnergieStadion, Cologne             | Roumanie                            | 3-1                                 | 3-1                                 | Match amical                            |
| 24                                  | 17 novembre 2007                    | AWD Arena, Hanovre                       | Chypre                              | 3-0                                 | 4-0                                 | Éliminatoires Euro 2008                 |
| 25                                  | 26 mars 2008                        | St. Jakob-Park, Bâle                     | Suisse                              | 4-0                                 | 4-0                                 | Match amical                            |
| 26                                  | 8 juin 2008                         | Wörthersee Stadion, Klagenfurt           | Pologne                             | 1-0                                 | 2-0                                 | Euro 2008                               |
| 27                                  | 8 juin 2008                         | Wörthersee Stadion, Klagenfurt           | Pologne                             | 2-0                                 | 2-0                                 | Euro 2008                               |
| 28                                  | 12 juin 2008                        | Wörthersee Stadion, Klagenfurt           | Croatie                             | 1-2                                 | 1-2                                 | Euro 2008                               |
| 29                                  | 6 septembre 2008                    | Rheinpark Stadion, Vaduz                 | Liechtenstein                       | 1-0                                 | 6-0                                 | Éliminatoires de la Coupe du monde 2010 |
| 30                                  | 6 septembre 2008                    | Rheinpark Stadion, Vaduz                 | Liechtenstein                       | 2-0                                 | 6-0                                 | Éliminatoires de la Coupe du monde 2010 |
| 31                                  | 11 octobre 2008                     | Signal Iduna Park, Dortmund              | Russie                              | 1-0                                 | 2-1                                 | Éliminatoires de la Coupe du monde 2010 |
| 32                                  | 28 mars 2009                        | Zentralstadion, Leipzig                  | Liechtenstein                       | 4-0                                 | 4-0                                 | Éliminatoires de la Coupe du monde 2010 |
| 33                                  | 29 mai 2009                         | Shanghai Stadium, Shanghai               | Chine                               | 1-1                                 | 1-1                                 | Match amical                            |
| 34                                  | 9 septembre 2009                    | AWD Arena, Hanovre                       | Azerbaïdjan                         | 4-0                                 | 4-0                                 | Éliminatoires de la Coupe du monde 2010 |
| 35                                  | 14 octobre 2009                     | HSH Nordbank Arena, Hambourg             | Finlande                            | 1-1                                 | 1-1                                 | Éliminatoires de la Coupe du monde 2010 |
| 36                                  | 18 novembre 2009                    | Veltins-Arena, Gelsenkirchen             | Côte d'Ivoire                       | 1-0                                 | 2-2                                 | Match amical                            |
| 37                                  | 18 novembre 2009                    | Veltins-Arena, Gelsenkirchen             | Côte d'Ivoire                       | 2-2                                 | 2-2                                 | Match amical                            |
| 38                                  | 29 mai 2010                         | Stade Ferenc Puskás, Budapest            | Hongrie                             | 1-0                                 | 3-0                                 | Match amical                            |
| 39                                  | 13 juin 2010                        | Moses Mabhida Stadium, Durban            | Australie                           | 1-0                                 | 4-0                                 | Coupe du monde 2010                     |
| 40                                  | 27 juin 2010                        | Free State Stadium, Bloemfontein         | Angleterre                          | 2-0                                 | 4-1                                 | Coupe du monde 2010                     |
| 41                                  | 7 septembre 2010                    | RheinEnergieStadion, Cologne             | Azerbaïdjan                         | 2-0                                 | 6-1                                 | Éliminatoires Euro 2012                 |
| 42                                  | 12 octobre 2010                     | Astana Arena, Astana                     | Kazakhstan                          | 3-0                                 | 3-0                                 | Éliminatoires Euro 2012                 |
| 43                                  | 2 septembre 2011                    | Veltins-Arena, Gelsenkirchen             | Autriche                            | 3-0                                 | 6-2                                 | Éliminatoires Euro 2012                 |
| 44                                  | 17 juin 2012                        | Arena Lviv, Lviv                         | Danemark                            | 1-0                                 | 2-1                                 | Euro 2012                               |
| 45                                  | 29 mai 2013                         | FAU Stadium, Miami                       | Équateur                            | 1-0                                 | 4-2                                 | Match amical                            |
| 46                                  | 29 mai 2013                         | FAU Stadium, Miami                       | Équateur                            | 3-0                                 | 4-2                                 | Match amical                            |
| 47                                  | 6 juin 2014                         | Coface Arena, Mayence                    | Arménie                             | 2-1                                 | 6-1                                 | Match amical                            |
| 48                                  | 25 mars 2015                        | Fritz-Walter-Stadion, Kaiserslautern     | Australie                           | 2-2                                 | 2-2                                 | Match amical                            |
| 49                                  | 22 mars 2017                        | Signal Iduna Park, Dortmund              | Angleterre                          | 1-0                                 | 1-0                                 | Match amical                            |